# Liste der Kellergassen in Königsbrunn am Wagram
Die Liste der Kellergassen in Königsbrunn am Wagram führt die Kellergassen in der niederösterreichischen Gemeinde Königsbrunn am Wagram an.
| Foto |                 | Kellergasse                                 | Standort                           | Beschreibung |
| ---- | --------------- | ------------------------------------------- | ---------------------------------- | --- |
| ja   | Datei hochladen | Kellergasse Hippersdorf                     | KG: Hippersdorf Standort           | Das Kellergassensystem befindet sich an Geländekanten am nördlichen Ortsrand. Auf insgesamt 450 Metern Länge befinden sich 48 Gebäude, darunter fünf Scheunen und drei Gebäude mit Wohnnutzung. Ein Seitenzweig mit nur wenigen Kellern, welche hier beidseitig angeordnet sind, befindet sich in einem Hohlweg. Etwa zwei Drittel der 36 Keller sind traufständig. |
| ja   | Datei hochladen | Kellergasse Bromberg, Königsbrunn am Wagram | KG: Königsbrunn am Wagram Standort | Das beidseitige Kellergassensystem befindet sich am nördlichen Ortsrand, im Bereich um Friedhof und Kirche, großteils in Grabenlage. Auf insgesamt 1000 Metern Länge befinden sich 85 Gebäude, darunter neun Um- oder Neubauten teils mit Wohnnutzung. Die mehr als 70 Keller sind mehrheitlich traufständig.                                                       |
| BW   | Datei hochladen | Wagramstraße                                | KG: Königsbrunn am Wagram Standort | Am nordöstlichen Ortsrand befinden sich einseitig an einer Geländekante ein paar Keller in Schildmauerform. |

| Foto:                    | Fotografie der Kellergasse (Gesamtheit). Klicken des Fotos erzeugt eine vergrößerte Ansicht. Daneben finden sich zwei Symbole: \| Weitere Bilder vorhanden \| Das Symbol bedeutet, dass weitere Fotos des Objekts verfügbar sind. Durch Klicken des Symbols werden sie angezeigt. \| \| Eigenes Foto hochladen \| Durch Klicken des Symbols können weitere Fotos des Objekts in das Medienarchiv Wikimedia Commons hochgeladen werden. \| |
| Name:                    | Bezeichnung der Kellergasse |
| Standort:                | Es ist die Katastralgemeinde (KG) angegeben. Durch Aufruf des Links Standort wird die Lage der Kellergasse in verschiedenen Kartenprojekten angezeigt. |
| Beschreibung             | Kurze Beschreibung der Kellergasse |
| Weitere Bilder vorhanden | Das Symbol bedeutet, dass weitere Fotos des Objekts verfügbar sind. Durch Klicken des Symbols werden sie angezeigt. |
| Eigenes Foto hochladen   | Durch Klicken des Symbols können weitere Fotos des Objekts in das Medienarchiv Wikimedia Commons hochgeladen werden. |